# Olympische Sommerspiele 1992/Teilnehmer (Nicaragua)
| Gelbes Symbol für Goldmedaillen mit stilisierten Olympischen Ringen | Graues Symbol für Silbermedaillen mit stilisierten Olympischen Ringen | Braundes Symbol für Bronzemedaillen mit stilisierten Olympischen Ringen |
| ------------------------------------------------------------------- | --------------------------------------------------------------------- | ----------------------------------------------------------------------- |
| —                                                                   | —                                                                     | —                                                                       |

Nicaragua nahm an den Olympischen Sommerspielen 1992 in Barcelona, Spanien, mit einer Delegation von acht Sportlern (sieben Männer und eine Frau) teil.

## Teilnehmer nach Sportarten

### Boxen
- Eddy Sáenz
Federgewicht: 1. Runde

- Mario Romero
Weltergewicht: Achtelfinale

### Gewichtheben
- Alvaro Marenco
Fliegengewicht: 11. Platz

- Orlando Vásquez
Bantamgewicht: DNF

### Leichtathletik
- William Aguirre
Marathon: 73. Platz

### Radsport
- Olga Sacasa
Frauen, Sprint: 12. Platz
Frauen, 3000 Meter Einzelverfolgung: 16. Platz

### Ringen
- Magdiel Gutiérrez
Schwergewicht, Freistil: 3. Runde

### Schießen
- Norman Ortega
Luftpistole: 35. Platz